# جرذ العشب
جرذ العشب أو جرذان العشب الملساء أو فئران العشب الملساء (الاسم العلمي: Arvicanthis)، جنس قوارض من فصيلة الفأرية، أعطانها الأصلية إفريقيا.

## الأنواع
- جرذ العشب الحبشي, Arvicanthis abyssinicus Rüppell, 1842
- جرذ العشب السوداني, Arvicanthis ansorgei Thomas, 1910
- جرذ العشب البليكي, Arvicanthis blicki Frick, 1914
- جرذ العشب النيروبي, Arvicanthis nairobae J. A. Allen, 1909
- جرذ العشب النيوماني, Arvicanthis neumanni Matschie, 1894
- جرذ العشب الإفريقي, Arvicanthis niloticus É. Geoffroy, 1803
- جرذ العشب الغيني, Arvicanthis rufinus Temminck, 1853